# Bukaresti Biblia
A Bukaresti Biblia, más néven Şerban Cantacuzino Bibliája az első nyomtatásban megjelent teljes román nyelvű Biblia-fordítás. 1688-ban adták ki Bukarestben.
A fordítás Șerban Cantacuzino havasalföldi fejedelem kezdeményezésére / támogatásával készült, aki azonban már nem érte meg a könyv megjelenését. A fordításban a kor számos írástudója vett részt, köztük Radu és Şerban Greceanu, Ghermano Nisis, Constantin Cantacuzino asztalnok. A munkát 1682 körül kezdték el; a fordítás alapjául a Septuaginta 1687-es velencei kiadása, valamint a Biblia sacra polyglotta (London, 1653-1657) szolgált, de figyelembe vették Nicolae Milescu Ószövetség-fordítását (1662-1668) illetve Simion Ştefan Újszövetség-fordítását (Gyulafehérvár, 1648) is. A kiadáshoz II. Doszitheosz jeruzsálemi görög pátriárka írt előszót.
A szöveget két hasábos elrendezésben, cirill betűkkel nyomtatták, fekete és vörös színű tintával. A nyomtatást 1687. november 5-én kezdték el, és 1688. november 10-én lett kész.
A könyv nem csak Havasalföldön terjedt el, hanem a többi románok lakta területeken is, és hozzájárult a román irodalmi nyelv kialakulásához. George Călinescu szerint a könyv a románok számára olyan jelentőséggel bírt, mint a Luther-Biblia a németek számára. Bartolomeu Anania kolozsvári ortodox metropolita a máig legjobb román Biblia-fordításnak tartotta.
1988-ban, a megjelenés 300. évfordulóján ismét kiadták. 2018-ban, a megjelenés 330. évfordulója tiszteletére a Román Nemzeti Bank 100 lejes arany emlékérmet bocsátott ki.